# Jean-Claude Duvalier

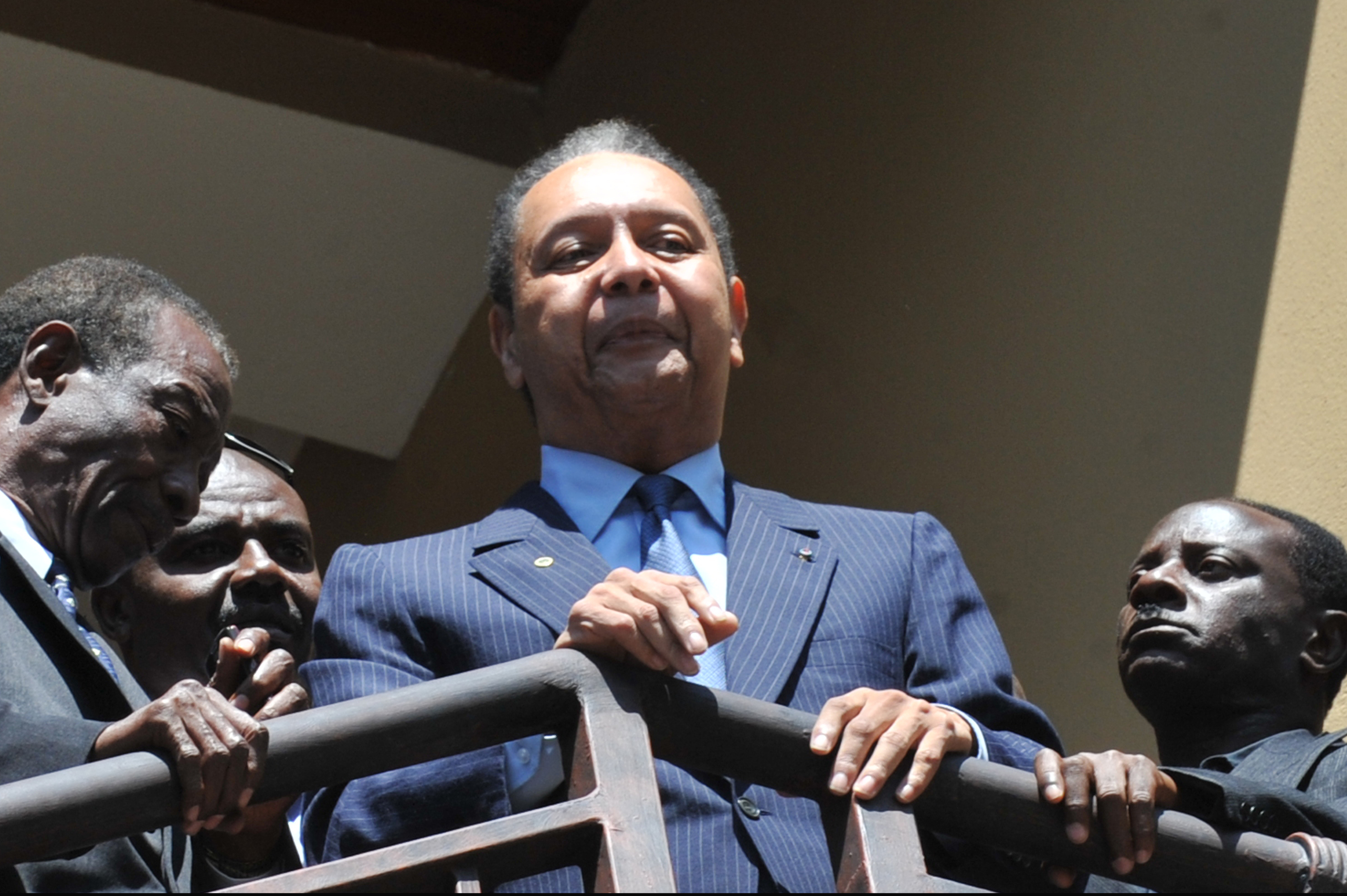
Jean-Claude Duvalier, 2011

Jean-Claude Duvalier (* 3. Juli 1951 in Port-au-Prince; † 4. Oktober 2014 ebenda), genannt Baby Doc, war ein haitianischer Politiker. Er war von 1971 bis 1986 diktatorisch regierender Präsident seines Landes.

## Leben

### Jugend
Duvalier wurde an den besten Schulen Haitis ausgebildet und ging nach erfolgreichem Abschluss der Schule an die Universität von Port-au-Prince, wo er Rechtswissenschaften studierte. Er zeigte wenig Interesse für Politik und sein Land.

### Präsident
Jean-Claude Duvalier folgte seinem Vater François Duvalier – genannt Papa Doc – im Alter von nur 19 Jahren im Amt des Staatsoberhauptes nach. Sein Vater hatte seit 1957 in Haiti als Diktator geherrscht. Anfang 1971 hatte sein Vater die Verfassung ändern lassen, so dass das Mindestalter eines Präsidenten nicht mehr 40, sondern nur noch 20 Lebensjahre betragen musste. Das Alter des Sohnes wurde per Dekret auf 21 Jahre festgelegt.
Wenige Tage nach der Verfassungsänderung ließ der alternde Diktator in einem Referendum seinen Sohn als Nachfolger im Amt des Präsidenten durch das Volk „bestätigen“. Bei diesem Referendum sprach sich die Bevölkerung mit angeblich 2.391.916 Ja-Stimmen bei keiner einzigen Gegenstimme für Jean-Claude Duvalier als Nachfolger aus. Bis heute gibt es keinen jüngeren Präsidenten eines Landes. Nachdem sein Vater am 21. April 1971 gestorben war, übernahm er das Amt des Präsidenten. Die Staatsgeschäfte übergab er indirekt seiner älteren Schwester, Marie-Denise Duvalier, die zeremoniellen Aufgaben wurden für ihn oft von seiner Mutter, Simone Duvalier, wahrgenommen. Graue Eminenz hinter Duvalier war Luckner Cambronne, der schon bei seinem Vater Karriere gemacht hatte und sich um die sicherheitspolitischen Belange kümmerte. Duvalier selbst lebte größtenteils das Leben eines Jetset-Playboys.
Anfangs brachte er zwar einige Reformen auf den Weg, so etwa eine Lockerung der Pressezensur, Amnestien für politische Gefangene und eine Justizreform, letztlich jedoch änderte sich nicht viel im Vergleich zur Diktatur seines Vaters. Auch er stützte sich auf die Tontons Macoutes, die haitianische Miliz. Insgesamt umgab er sich mit eigennützigen Beratern und Freunden, zu deren Bereicherungen und Amtsmissbrauch er schwieg.
Seine Haupteinkünfte bezog er aus den Einnahmen der Régie du Tabac, der Tabak-Administration, die das Tabakmonopol Haitis kontrollierte. Später kamen zu diesen steuerfreien Einnahmen noch weitere Einnahmen aus staatlichen und von ihm kontrollierten Unternehmen. Sein Einkommen lag jährlich bei über 100 Millionen US-Dollar.

### Heirat
Im Mai 1980 heiratete er Michèle Bennett, die aus der gehobenen Schicht haitianischer Mulatten kam. Ihr Vater war von François Duvalier wegen diverser Vergehen zwischenzeitlich eingesperrt worden, ebenso wie ihr erster Mann, da dieser Staatsstreichpläne gehegt hatte. Duvalier konzentrierte sich nach der Heirat auf die Stärkung der mulattischen Minderheit Haitis. Diese Politik stand im Gegensatz zu der seines Vaters, der die schwarze Bevölkerungsmehrheit als Machtpotential nutzte.
Die Kosten der opulenten Hochzeit des Präsidentenpaares betrugen etwa drei Millionen Dollar. Mit seiner Frau hat er die zwei gemeinsamen Kinder François Nicolas und Anya.

### Ende der Präsidentschaft
Mit dem Besuch des Papstes im März 1983 und dessen öffentlicher Kritik an den haitianischen Zuständen begann der Unmut der Bevölkerung zu steigen. Im Oktober 1985 starteten die Unruhen in den größten Städten Haitis. Duvalier reagierte mit einer zehnprozentigen Herabsetzung der Höchstpreise auf Grundnahrungsmittel, der Schließung unabhängiger Rundfunksender, Polizei- und Militäraktionen und einer Kabinettsumbildung. Diese Maßnahmen brachten jedoch keinerlei Erfolg und führten zur Verschärfung der allgemeinen Lage.
Die US-amerikanische Regierung unter Ronald Reagan übte daraufhin Druck auf Duvalier aus, das Land zu verlassen. Schon vorher hatte man mit wirtschaftlichen Sanktionen Druck auf Duvalier ausüben wollen, um ihn zu stärkerer Demokratisierung zu bewegen, nachdem US-amerikanische Regierungen seinen Vater und ihn über Jahrzehnte mit Wirtschaftshilfen gestützt hatten. Duvalier ließ diese Aufforderung unbeachtet.
Am 7. Februar 1986 wurde Duvalier abgesetzt. Er floh nach Frankreich ins Exil. Duvalier gab später an, dass er damit dem Land einen Bürgerkrieg erspart und den Weg zu einem Neuanfang Haitis möglich gemacht habe. Die neunundzwanzigjährige Herrschaft beider Duvaliers hat das Land etwa 30.000 Menschenleben gekostet.

### Exil

#### Frankreich
Die erste Zeit lebte das Ehepaar Duvalier im Luxus mit zwei Wohnungen in Paris, einer Villa in Cannes und einem Schloss. Zwischenzeitlich setzte ihn die französische Regierung temporär unter Hausarrest. Duvalier versuchte vergeblich die Ausreise in ein Land, das ihm Asyl gewährt hätte, aber die USA lehnten seine Einreise ebenso ab wie Gabun, Marokko, Italien, Spanien, Griechenland und die Seychellen.
Versuche haitianischer Aktivisten und Exilanten, Duvalier vor ein Gericht zu stellen, wurden von der französischen Regierung schon in den 1990er Jahren unterbunden. Sie beriefen sich auf die Tatsache, dass Duvalier keinen offiziellen Asylstatus in Frankreich genoss. Nachdem 2004 die Regierung Aristide gestürzt worden war, erklärte Duvalier, dass er nach Haiti zurückkommen wolle, um an der Präsidentenwahl 2005 als Kandidat der Parti National Uni teilzunehmen. Dazu kam es jedoch nicht.
2007 erklärte er über einen haitianischen Rundfunksender, dass er nun nach Haiti zurückkehren wolle, da das Exil ihn „gebrochen“ habe. Der amtierende Präsident René Préval erlaubte daraufhin offiziell die Einreise Duvaliers.
Duvalier lebte bis Anfang 2011 in einem Ein-Zimmer-Apartment in Paris mit seiner Jugendfreundin Véronique Roy zusammen, deren Großvater, Paul Eugène Magloire, von 1950 bis 1956 Präsident Haitis gewesen war und sich in der Regierungszeit der Duvaliers im Exil befand. Sie wurde dann seine zweite Ehefrau.

#### Streit um sein Vermögen
1993 verlor er den Großteil seines Vermögens, als er sich von seiner Frau scheiden ließ. Bis dahin hatte er zwischen 300 und 800 Millionen US-Dollar aus Haiti auf ausländische Bankkonten transferiert. Davon sind seine in der Schweiz lagernden 7,6 Millionen Franken seit 1986 ein Streitpunkt zwischen der haitianischen und der Schweizer Regierung. Seine Mutter Simone hatte das Geld dort ursprünglich angelegt. Im Jahre 2002 fror die Schweizer Regierung das Konto ein. Die Kontoinhaber der gesperrten Konten wurden aufgefordert, die rechtmäßige Herkunft der sich darauf befindenden Gelder bis 2008 zu beweisen. Im Februar 2009 entschied das Eidgenössische Justiz- und Polizeidepartement, dass die Gelder an Haiti zurückgegeben werden müssten, da die rechtmäßige Herkunft nicht bewiesen werden konnte. Das Urteil wurde jedoch an das Bundesstrafgericht weitergeleitet. Im August 2009 wies dieses die Beschwerde einer liechtensteinischen Stiftung gegen die Herausgabeverfügung zurück, da der Duvalier-Clan als kriminelle Organisation eingestuft wurde.
Wenige Tage nach dem Erdbeben in Haiti im Januar 2010 meldete sich Duvalier über das britische Online-Magazin The Daily Beast wieder zu Wort. Nach seinem Bekunden wollte er die nicht mehr strittigen Millionen seines ehemaligen Schweizer Kontos über das Amerikanische Rote Kreuz der Bevölkerung Haitis spenden. Ironischerweise war er seit dem Berufungsurteil des Bundesstrafgerichtes nicht mehr der Eigentümer des Geldes; es wäre somit auch ohne sein Zutun an den haitianischen Staat gefallen. In Frankreich sorgte die Spendenankündigung für heftige Empörung.
Der Entscheid des Bundesstrafgerichts wurde von der liechtensteinischen Stiftung an das Bundesgericht als letzte Instanz weitergezogen. Das Bundesgericht entschied in einem Anfang Februar veröffentlichten Urteil vom 12. Januar 2010 anders als alle vorhergehenden Instanzen und erklärte, dass die Gelder an die Familie Duvalier zurückgegeben werden müssten, da die damit in Verbindung stehenden Straftaten verjährt seien. Das Urteil erging wenige Stunden vor dem Erdbeben in Haiti, mit der Entscheidung wurde ein Antrag der haitianischen Regierung zurückgewiesen. Als Reaktion auf das Urteil beschloss der Schweizer Bundesrat per Notrecht, die Duvalier-Gelder erneut zu blockieren. Die Schweizer Regierung wollte damit verhindern, dass der Finanzplatz Schweiz als Zufluchtsort für unrechtmäßig erworbenes Vermögen gelte. Nach Meldungen der Schweizer Nachrichtenagentur SDA wollte die Regierung das geltende Recht ändern, um das Geld beschlagnahmen und eine Auszahlung an die Duvalier-Angehörigen verhindern zu können. Nach Stand Juni 2015 schien die Auszahlung an Haiti schon begonnen zu haben. Ende November 2016 wurde gemeldet, dass die Auszahlung immer noch in Vorbereitung sei, jedoch diverse chaotische Umstände in Haiti die Kommunikation erschwert hätten, so dass noch kein Geld geflossen sei.

### Rückkehr nach Haiti
Am 16. Januar 2011 kehrte Duvalier nach nicht ganz 25 Jahren im Exil nach Haiti zurück, nach eigener Aussage, „um zu helfen“. Begleitet wurde er von seiner Frau Véronique. In Haiti wurden die beiden von ehemaligen Mitarbeitern, Anhängern und Journalisten am Flughafen erwartet. Zwei Tage später wurde er von der Polizei im Luxushotel „Karibe“ in Port-au-Prince festgenommen und zur Befragung zur Staatsanwaltschaft gebracht. Er konnte jedoch die Staatsanwaltschaft als freier Mann verlassen, musste sich nur der Justiz zur Verfügung halten. Nach Angaben einer seiner Anwälte sei eine Verhaftung Duvaliers nicht mit der haitianischen Verfassung vereinbar.
Die Staatsanwaltschaft leitete ein Ermittlungsverfahren gegen Duvalier wegen Korruption, Diebstahl und Unterschlagung zu Lasten der haitianischen Staatskasse ein. 2013 sagte Duvalier selbst vor einem Untersuchungsrichter zu seinem Regime aus, anschließend wurde auch eine Anklage gegen ihn wegen Verbrechen gegen die Menschlichkeit zugelassen. Es kam jedoch nie zu einer Verurteilung. Bis zu seinem Tod am 4. Oktober 2014 stand er unter Hausarrest. Trotzdem stellte ihm die haitianische Regierung 2013 einen Diplomatenpass aus und ließ ihn an verschiedenen offiziellen Feiern als Gast teilhaben.
Das Nachrichtenpool Lateinamerika äußerte die Auffassung, dass bezüglich der Strafverfolgung Duvaliers eine „gewisse Lethargie“ in der haitianischen Gesellschaft auszumachen sei. Diese Untätigkeit könnte die Opfer dazu zwingen, ihre Klagen erneut vorbringen zu müssen. Wenn die haitianische Justiz den „Fall Duvalier nicht normal“ verhandeln könne, müssten die Opfer vor den Interamerikanischen Gerichtshof für Menschenrechte ziehen. Der amtierende Präsident Michel Martelly hatte angekündigt, mit den ehemaligen Präsidenten Aristide und Duvalier Gespräche zur Aufbauhilfe Haitis führen zu wollen, wobei Martelly eher Duvalier als Aristide nahesteht.
Laut Aussage einiger Vertrauter Duvaliers habe er im Alter seine Fehler eingesehen und deshalb auch die Bevölkerung Haitis um Verzeihung gebeten.

### Tod
Jean-Claude Duvalier starb nach Angabe seines Rechtsanwalts Reynold Georges und der haitianischen Gesundheitsministerin Florence Guillaume an einem Herzinfarkt in seiner Geburtsstadt Port-au-Prince in seinem Haus. Haitis Präsident Michel Martelly schrieb auf Twitter: „Liebe und Versöhnung müssen immer unsere internen Streitereien überwinden. Auf dass Deine Seele in Frieden ruhe.“ Außerdem beschrieb er Duvalier als „authentischen Sohn Haitis“.
Nach Duvaliers Tod wurde darüber gestritten, ob er als ehemaliger Präsident des Landes ein Staatsbegräbnis erhalten solle. Der amtierende Präsident Martelly, der einigen Politikern der Duvalier-Ära nahestand, befürwortete aus protokollarischen Regeln eine solche Trauerzeremonie, die von vielen Opfern des Regimes als Beleidigung angesehen wurde. Durch den entstandenen Protest bedingt, nahm die Regierung von ihrem Vorhaben Abstand, so dass Duvalier im Familienkreis bestattet werden sollte, wie sein Anwalt Reynold Georges der Nachrichtenagentur AFP am 9. Oktober 2014 mitteilte.
Am 11. Oktober 2014 fand ein großer Trauergottesdienst mit hunderten Anwesenden für Duvalier in Port-au-Prince statt. Während der amtierende Präsident des Landes dabei fehlte, waren aber zwei ehemalige Präsidenten anwesend, Boniface Alexandre und Prosper Avril. Der Sarg wurde mit der aktuellen haitianischen Nationalflagge drapiert, nicht mit der Nationalflagge aus der Zeit der Duvalier-Diktatur – als Zeichen, dass sich die Duvalier-Familie von jener Zeit losgesagt hatte. Überschattet wurde die Zeremonie von einer Protestkundgebung mit drei Dutzend Kindern der Opfer der Duvalier-Herrschaft vor dem Bürgerschutzamt des Landes. Nach dem Gottesdienst wurde der Leichnam Duvaliers eingeäschert.
Am 2. November 2014 wurde offiziell bekannt gegeben, dass die gerichtlichen Untersuchungen gegen Duvalier und Mitglieder seiner Regierung weiterlaufen würden. Die Anklagen seien nicht nur auf die Person Duvaliers beschränkt gewesen.

## Zitate
- „Es ist das Schicksal der Menschen von Haiti zu leiden.“[52][53]
- „Ich nutze diese Gelegenheit, um meinen Landsleuten, die zu Recht das Gefühl haben, dass sie unter meiner Regierung ein Opfer gewesen sein könnten, meine tiefe Traurigkeit zum Ausdruck zu bringen.“ (nach seiner Rückkehr aus dem Exil)[54]